# Shot in the Dark
«Shot in the Dark» és el primer senzill de l'àlbum Power Up, el dissetè treball del grup australià de hard rock AC/DC. La cançó va ser editada el 7 d'octubre de 2020 a les 3:00 pm (hora australiana). És el primer senzill de la banda des de «Rock the Blues Away» el 2015.

## Llançament
L'1 d'octubre de 2020, la banda va promocionar el nou senzill en un vídeo de 30 segons publicat a Twitter que apareixia per encendre l'amplificador amb el seu emblemàtic logotip de llum durant la reproducció de la cançó i mostrant PWR/UP, abreviatura de Power Up. AC/DC va fer una aturada després de la seva gira Rock or Bust el 2016, que va comptar amb el cantant de Guns N 'Roses, Axl Rose. El 2020, els membres Brian Johnson, Phil Rudd i Cliff Williams es van unir després del parèntesi de 4 anys. El 5 d'octubre, la banda va compartir un altre petit clip compost per imatges entre bastidors amb breus aparicions dels cinc membres de la banda.

## Crèdits
AC/DC
- Brian Johnson – veu principal
- Angus Young – guitarra solista
- Stevie Young – guitarra rítmica, cors
- Cliff Williams – baix, cors
- Phil Rudd – bateria

Altres:
- Brendan O'Brien: productor